# 183-as busz (Budapest)
A budapesti 183-as jelzésű autóbusz a Pestszentlőrinc, Szarvas csárda tér és a Szemeretelep vasútállomás között közlekedik. A vonalat a Budapesti Közlekedési Zrt. üzemelteti. A járműveket a Dél-pesti autóbuszgarázs állítja ki.

## Története
1984. július 16-án új járatot indítottak 183-as jelzéssel a Szarvas csárda tér és a Május 1. tér (ma Szemeretelep vasútállomás) között. 2012. december 15-étől első ajtós felszállás van érvényben.

## Útvonala
| Pestszentlőrinc, Szarvas csárda tér felé |
| Szemeretelep vasútállomás vá. – Bajcsy-Zsilinszky út – Üllői út – Cziffra György utca – Gilice tér – Petőfi utca – Haladás utca – Czuczor Gergely utca – Pestszentlőrinc, Szarvas csárda tér vá.                         |
| Szemeretelep vasútállomás felé |
| Pestszentlőrinc, Szarvas csárda tér vá. – Czuczor Gergely utca – Ráday Gedeon utca – Bessenyei György utca – Haladás utca – Petőfi utca – Gilice tér – Cziffra György utca – Honvéd utca – Szemeretelep vasútállomás vá. |

## Megállóhelyei
| 0  | Pestszentlőrinc, Szarvas csárda tér végállomás | 10 | 236, 236A                                                                   |
| 0  | Gárdonyi Géza utca                             | ∫  | 93, 93A, 217, 217E                                                          |
| 2  | Regény utca                                    | ∫  | 93, 93A, 182, 182A, 184, 198, 217E, 236, 236A, 282E, 284E                   |
| 3  | Szarvas csárda tér                             | 9  | 93, 93A, 182, 182A, 184, 193E, 198, 217, 217E, 236, 236A, 282E, 284E 50 577 |
| 4  | Wlassics Gyula utca                            | 8  | 182, 182A, 184, 198, 282E, 284E                                             |
| 4  | Dobozi utca                                    | 8  | 182, 182A, 184, 198, 282E, 284E                                             |
| 5  | Varjú utca                                     | 7  | 182, 182A, 184, 198, 282E, 284E                                             |
| 6  | Gilice tér                                     | 6  | 182, 282E                                                                   |
| 7  | Sas utca                                       | 6  | 182, 282E                                                                   |
| 8  | Dalmady Győző utca                             | 5  | 182, 282E                                                                   |
| 9  | Üllői út (↓) Honvéd utca (↑)                   | 4  | 236, 236A 50                                                                |
| ∫  | Üllői út                                       | 2  | 236, 236A 50                                                                |
| 10 | Selmecbánya utca                               | 1  |                                                                             |
| 11 | Szent László utca                              | 1  |                                                                             |
| 13 | Szemeretelep vasútállomás végállomás           | 0  | 93, 200E S50                                                                |